# Lichmera squamata
Lichmera squamata là một loài chim trong họ Meliphagidae.